# الغواصة السوفيية إيه-3
الغواصة السوفيتية إيه-3 كانت غواصة سوفيتية من فئة إيه (AG) التي شيدت عام 1922 وخدمت خلال الحرب العالمية الثانية.

## أعمال بناء
أمرت البحرية السوفيتية ببناء الغواصة في 14 سبتمبر 1916. تم بناؤها في عام 1922 كجزء من فئة إيه (AG) إلى جانب غواصاتها الأربعة الشقيقة في حوض أسوشيتد فاكتوري أند شيبياردز لبناء السفن في نيكولاييف. تم إطلاقها في 5 أبريل 1922 وانتهت في 24 مايو 1922. طولها 46 متر (150 قدم 11 بوصة). تم تغيير اسمها أيضًا عدة مرات إلى غيه جي-25 و Pl-18 و Marxist قبل أن رجع غلى اسمها القديم مرة أخرى.